# Annexatie van de Westelijke Jordaanoever

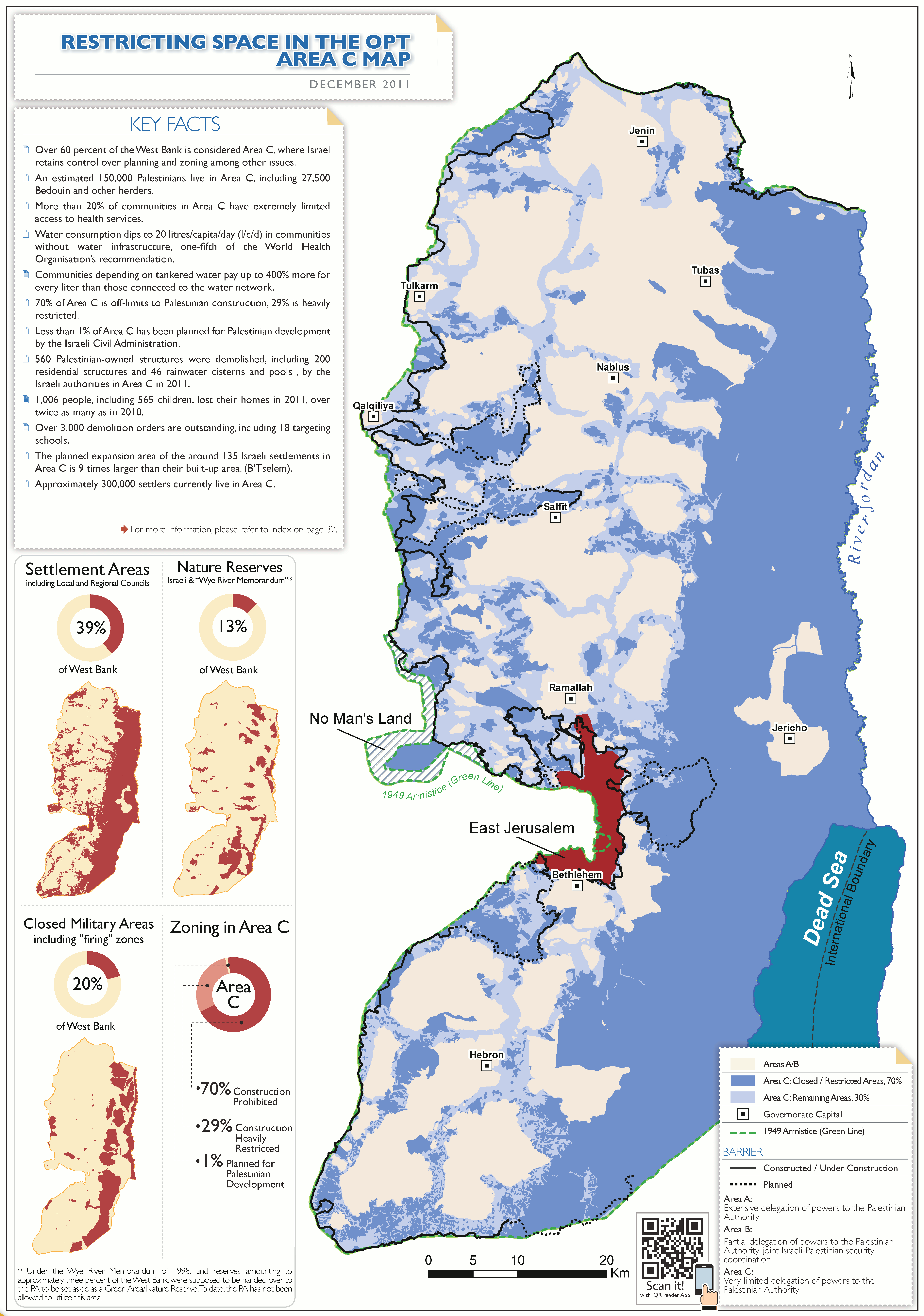
Kaart van de Westoever, 2013. In licht- en donkerblauw 'Area C'

De annexatie van de Westoever is de door Israëlische politici nagestreefde gedeeltelijke of gehele de jure annexatie en de sluipende de facto annexatie van de in 1967 door Israël bezette Westelijke Jordaanoever (West Bank). Vooral sinds 2015 zijn er in Israël in toenemende mate plannen voor annexatie voorgesteld. De voorstellen variëren van annexatie van de Seam Zone met de concentraties van grote nederzettingen, of alle nederzettingen en outposts, tot de hele Jordaanvallei, of de Westoever minus de door de Palestijnse Autoriteit bestuurde verspreid liggende gebiedjes (dat is alle nederzettingen plus 'Area C'), tot de gehele Westoever. In alle opties is volledige en permanente Israëlische militaire controle over de hele Westoever uitgangspunt. De facto annexatie vindt plaats door het geleidelijk invoeren van Israëlische wetgeving op de Westoever en deze toe te passen op de joodse nederzettingen, echter zonder het gebied officieel te annexeren.
In 1967 annexeerde Israël reeds Oost-Jeruzalem met een substantieel deel van de omringende Westoever door wijziging van de gemeentegrens. Drie decennia na de Oslo-akkoorden van 1993 lijkt het paradigma van de verdeling van het land tussen de Jordaan en de Middellandse Zee in twee afzonderlijke staten steeds minder relevant en stellen steeds meer waarnemers en politici openlijk vragen bij de haalbaarheid van de tweestaten-oplossing. Veel Israëli's trachten de een-staat-realiteit die ontstaat door de Israëlische politiek van annexatie te normaliseren, terwijl de Palestijnen hier tegen zijn. Een een-staat-oplossing is in lijn met de visie van een Groot-Israël ofwel Eretz Yisrael, die zowel Israël als Palestina omvat. Mensenrechtenorganisaties stellen dat Israël en de bezette Palestijnse gebieden tezamen reeds zijn verworden tot één Israëlische apartheidstaat.

## Het begrip annexatie
De jure annexatie
Doorgaans gaat annexatie gepaard met (of dreiging met) geweld. De jure annexatie van een gebied na gewelddadige verovering betekent dat een staat eenzijdig officieel verklaart en vastlegt bij wet dat hij soevereiniteit heeft over een gebied dat volgens internationaal recht niet tot zijn grondgebied behoort. Annexatie impliceert dat gezag en nationale wetgeving van het land één-op-één en zonder onderscheid wordt toegepast op het geannexeerde gebied.
De Vierde Geneefse Conventie verbiedt de annexatie van gebied dat militair bezet is. Volgens het internationaal recht is een bezettende staat een tijdelijke bestuurder van het bezette gebied, niet de soeverein. Deze heeft volgens dit recht de uitsluitende plicht de openbare orde en het welzijn van de bevolking onder bezetting te verzekeren en het gebied zoveel mogelijk in de staat te houden zoals die vóór de bezetting was. Het gebied staat onder bestuur van de militaire commandant in het gebied.
De facto annexatie
Als een staat zijn nationale wetgeving toepast op onrechtmatig veroverd gebied zonder het officieel te annexeren, wordt gesproken van een de facto annexatie. Een de facto annexatie wordt gekenmerkt door een reeks maatregelen en 'acties op de grond' die er op wijzen dat de Bezettende Macht de intentie heeft om het bezette gebied permanent in te lijven.
Anno 2024 heeft Israël, met uitzondering van Oost-Jeruzalem, officieel geen delen van de Westoever geannexeerd. Israël heeft ook nooit openlijk verklaard dat het die intentie heeft. Wel heeft het in de loop der jaren steeds meer wetgeving ingevoerd met betrekking tot annexatie. Yesh Din houdt hiervan een database bij. De bezetting van de Westoever, in het bijzonder de toepassing van Israëlische wetgeving in de voortdurend in aantal toenemende nederzettingen, staat bekend als "sluipende annexatie" of "creeping annexation". In de 21ste eeuw begonnen diverse prominente politici steeds vaker openlijk te spreken van gehele of gedeeltelijke annexatie van de rest van de Westoever.
Meer dan 400 Europarlementariërs noemden in maart 2021 de Israëlische bezetting een de facto annexatie vanwege de versnelde uitbreiding van de nederzettingen en sloop van Palestijnse bouwwerken.

## De jureannexatie van Oost-Jeruzalem

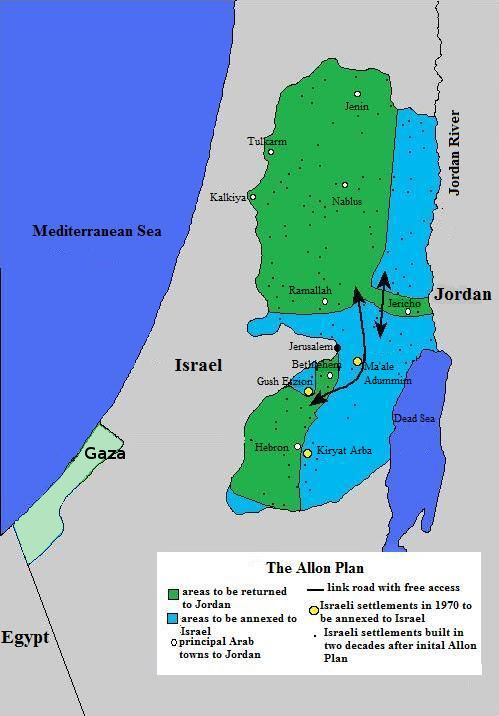
Het Allon Plan, met in lichtblauw de te annexeren Jordaanvallei en Oost-Jeruzalem. In groen het aan Jordanië te retourneren deel.

Oost-Jeruzalem werd in 1967 na de Zesdaagse Oorlog direct de facto geannexeerd en in 1980 de jure. Direct na de bezetting werd de gemeentegrens fors uitgebreid, waardoor tevens een substantieel deel van de Westoever samen met Oost-Jeruzalem werd geannexeerd.
Het Allon Plan uit 1967 voorzag tevens de annexatie van de Jordaanvallei. Oost-Jeruzalem is anno 2023 het enige deel van de Westoever dat Israël officieel heeft geannexeerd. Daar is dan ook volledig en exclusief Israëlische wetgeving van toepassing, waarbij de Palestijnse inwoners slechts theoretisch dezelfde rechten hebben als de Joodse. In de praktijk wordt Palestijnen stelselmatig bouwvergunningen onthouden en lopen zij voortdurend de kans hun status als inwoner te verliezen. Regelmatig worden huizen van Palestijnen gesloopt of worden zij gedwongen zelf hun eigen huis te slopen op straffe van gigantische boetes. Aangezien de annexatie internationaal niet is erkend, is ook de toepassing van Israëlische wetgeving in Oost-Jeruzalem in strijd met het internationaal recht. Oost-Jeruzalem is van de rest van de Westoever geïsoleerd door een ring van illegale nederzettingen en de eveneens illegale Westoeverbarrière.

## De factoannexatie van de rest van de Westoever

### Bestuur
De wetgeving die in het nog niet geannexeerde deel van de Westoever wordt toegepast wordt bepaald door de Knesset. Een opvallende verschuiving in de 'sluipende annexatie' vond plaats sinds de 20ste Knesset, het parlement per 31 maart 2015. Sindsdien werd veel wetgeving voorgesteld en deels aangenomen die tot doel heeft de de facto annexatie om te vormen tot een de jure annexatie. Tot mei 2023 werden 138 wetten tot dat doel voorgesteld, waarvan er negen werden aangenomen. De wetten worden op de Westoever toegepast via militaire orders van de legercommandant in het gebied. Alle civiele zaken worden gecoördineerd door de Coordination of Government Activities in the Territories (COGAT).
In het nog niet geannexeerde deel van de Westoever heerst formeel het militair recht en wordt recht gesproken door militaire rechtbanken. Dit is gebaseerd op het internationaal recht, uitgaande van een rechtmatige bezetting. In de praktijk worden Palestijnen en kolonisten evenwel verschillend behandeld. Op de circa 700.000 kolonisten wordt het Israëlisch recht toegepast, zij genieten volledige civiele en politieke rechten en zijn naadloos verbonden met de Israëlische infrastructuur en voorzieningen. De miljoenen Palestijnse bewoners zijn onderworpen aan het militaire regime en hebben niets te zeggen over hoe zij geregeerd worden. Een situatie die talloze vooraanstaande Israëlische en internationale NGO's hebben bestempeld als apartheid.

### Voorstellen en wetgeving in de 21ste eeuw
In 2010 pleitte voormalig minister van Defensie en van Buitenlandse Zaken Moshe Arens voor annexatie van de Westoever, om zo het bestaan van twee staten te verhinderen.
In mei 2016 diende Likoed-lid Yoav Kish een spoedwetsvoorstel in om een nieuwe Israëlische wet op de lokale verkiezingen ook op de nederzettingen van toepassing te verklaren. In januari had de indiener ook al getracht de wet zodanig aan te laten passen dat ieder wetsvoorstel ook automatisch op de Westoever van toepassing zou zijn. Er worden veel door de Knesset aangenomen wetten toegepast op de Westoever middels militaire orders.
In februari 2017 pleitte de Israëlische president Reuven Rivlin op een conferentie in bedekte woorden voor de annexatie van de Westoever, waarbij de Palestijnse bewoners Israëlisch staatsburgerschap zouden krijgen. Hij zei dat "Zion van ons is" en dat Israël soevereiniteit over alle plaatsen zou moeten krijgen. Enkele dagen eerder verklaarde hij in het openbaar dat hij tegen het in de Knesset goedgekeurde wetsvoorstel was, de "Regularization Law",  die de onteigening van Palestijnse privé-grond waarop reeds nederzettingen waren gebouwd legaliseerde.
In mei 2017 zei de door Donald Trump benoemde nieuwe Amerikaanse ambassadeur voor Israël David Friedman, dat hij een voorstander was van annexatie van de Westoever. Volgens hem zou het voor Israël geen probleem zou zijn, omdat er dan in het hele gebied nog altijd een 65% joodse meerderheid zou zijn en het joodse karakter van de staat zou blijven behouden. In december nam Likoed een resolutie aan waarin werd opgeroepen tot annexatie van Palestijns gebied om de nederzettingen ongehinderd te kunnen uitbreiden.
In december 2018 zei de voorzitter van de Knesset Yuli Edelstein dat de Westoever moet worden geannexeerd en dat de kolonisten niet moeten worden behandeld als tweederangs burgers.
Sinds 2012 probeerde Naftali Bennett, destijds leider van de ultra-nationalistische pro-nederzettingen-partij HaBayit HaYehudi (The Jewish Home), een plan door te voeren om 60% van de Westoever te annexeren. De partij is voorstander van het toepassen van Israëlische wetten op de nederzettingen en de kolonisten dezelfde status te geven als burgers in Israël, hoewel zij voor 2017 vijf keer zoveel budget kregen als de gemiddelde Israëli. Bennett wilde de Palestijnen in 'Area C' volledig Israëlisch burgerschap aanbieden (in tegenstelling tot de overige Palestijnen), om zo de beschuldiging van Israëlische apartheid onderuit te halen. Het plan heeft veel steun in de Knesset, maar Netanyahu hield het tegen, uit vrees voor internationale reacties. Een aantal leden van de partij kiest daarom liever voor de weg van "creeping annexation". HaYamin HeHadash (The New Right, de nieuwe partij van Naftali Bennett en Ayelet Shaked) zei in februari 2019 dat 80.000 Palestijnse inwoners in 'Area C' voor Israëlisch burgerschap in aanmerking zouden komen, maar volgens OCHA van de VN woonden er bijna 300.000.
In april 2019 deed Benjamin Netanyahu de verkiezingsbelofte dat hij alle nederzettingen zou annexeren. In maart 2020 beloofde hij onder druk van zijn partij Likoed en in lijn met het in januari gepubliceerde "Trump peace plan", 30% van de Westoever met alle nederzettingen te annexeren en daar de Israëlische wet te gaan hanteren. De overige 70% zou overblijven voor een gedemilitariseerde Palestijnse staat. De mede-regeringspartij Blue and White en Labor waren echter tegen eenzijdige annexatie.

#### 2018 wetgeving
In februari 2018 introduceerde Bennetts partijgenoot en minister van Justitie Ayelet Shaked een wetsvoorstel om verzoekschriften van Palestijnen op de Westoever in plaats van onder bevoegdheid van het Hooggerechtshof onder die van een lagere rechtbank te brengen. Hiermee wordt het de facto onder Israëlisch recht gebracht, wat voor Palestijnen die hun land dreigen te verliezen de procedure ingewikkelder zou maken. Ook het weigeren van reis- en bouwvergunningen worden lastiger aan te vechten.
In juli 2018 werd een zeer belangrijke basiswet aangenomen, de Wet op de Natiestaat, waarin Israël tot de natiestaat van het Joodse volk wordt verklaard. Volgens onderzoek van Yoav Shemer-Kunz is deze wet een serieuze stap in het proces naar de de jure annexatie van de Westoever. Terwijl de grenzen van de staat Israël in de Israëlische wetgeving niet zijn gedefinieerd, bepaalt de Wet op de Natiestaat dat Jeruzalem, compleet en verenigd, de hoofdstad van Israël is en stelt dat het bijbelse Land van Israël, dat mede de Westoever omvat, het historische thuisland van het Joodse volk is. Deze stap naar de jure annexatie bouwt voort op het reeds lopende proces van de facto annexatie dat feiten op de grond creëert.
In december 2018 diende het parlementslid Bezalel Smotrich van 'The Jewish Home' een wetsvoorstel in voor opheffing van de Civil Administration, de afdeling van de COGAT die de civiele taken op de Westoever uitvoert voor zover niet gedelegeerd aan de Palestijnse Autoriteit. Alle taken betreffende de joodse kolonisten zouden daarbij onder de verantwoordelijkheid moeten komen van Israëlische ministeries, terwijl de belangen van de Palestijnen zouden moeten worden afgehandeld door regionale Liaison-administraties. De indiener verklaarde dat het voorstel een einde moet maken aan het behandelen van de kolonisten als vierderangs burgers. Liason-administraties zijn al sinds 1994 volgens de Oslo-akkoorden onderdeel van de Civil Administration en voeren vanuit acht regionale kantoren taken uit als reisvergunningen voor Palestijnen en invoer van goederen, maar hebben ook autoriteit over de kolonisten.
In december 2018 werd een, ook door Smotrich ingediende, 'Regulation Law' aangenomen die de illegale outposts zou legaliseren, maar deze werd zomer 2020 teruggedraaid door het Hoger Gerechtshof. In december 2020 diende Smotrich een soortgelijke 'Outposts Law' in, die 65, ook volgens de Israëlische wet illegale, outposts binnen twee jaar zou legaliseren en voorzien van water en stroom. Zij zouden ofwel worden samengevoegd met een bestaande nederzetting, ofwel erkend als nieuwe. Ayman Odeh van de Arabische partij Joint List noemde de wet "een ander teken dat pogingen om de Westoever te annexeren en Palestijnen van hun land te verdrijven nooit is gestopt". Hij schreef dat de wet de visie van één staat met verschillende wettelijke systemen voor Joden en Arabieren versterkt.

#### 2019 Jordaanvallei

Benjamin Netanyahu's voorstel van september 2019 voor annexatie van de Jordaanvallei.
Jordaanvallei
Rest van the Westoever, inclusief het ingesloten Jericho

Op 10 september 2019 kondigde Netanyahu tijdens een verkiezingscampagne een regeringsplan aan om bij herverkiezing de Jordaanvallei te annexeren. Hij zei de Israëlische soevereiniteit te gaan toepassen op de Jordaanvallei en het noordelijke deel van de Dode Zee (dat laatste internationaal erkend als deel van de Bezette gebieden). Tezamen is dit bijna 30% van de Westoever. Het grootste deel daarvan valt onder het in de Oslo-akkoorden gecreerde gebied 'Area C', waarin naast zo'n 65.000 Palestijnen ook circa 11.000 kolonisten in nederzettingen wonen. De Jordaanvallei is dun bevolkt vruchtbaar gebied dat de grootste reserve vormt voor de ontwikkeling van de Westoever. Israël exploiteert reeds vrijwel de hele Jordaanvallei en de noordelijke Dode Zee voor zichzelf en verbiedt de Palestijnen de toegang tot of het gebruik van circa 85% voor bouw, aanleg van infrastructuur, veehouderij of landbouw. De Civil Administration is verantwoordelijk voor de uitvoering en handhaving van dit beleid.
Volgens Peace Now omvat het volgens dit plan te annexeren gebied 47 schaapherders-gemeenschappen in 'Area C' met circa 4.400 Palestijnen. Het gebied zou 30 nederzettingen en 18 outposts omvatten. Peace Now noemde het "een visie van apartheid", met een autonomie en toegangswegen voor de Palestijnen die alarmerend veel gelijkenis vertoont met de bantoestan-formule in voormalig Apartheid Zuid-Afrika. Het plan verschilde maar weinig met het Allon Plan uit 1967, behalve dat de Palestijnen nu geen verbinding zouden krijgen tot de grens met Jordanië.

#### 2020 Trump peace plan
Op 28 januari 2020 presenteerde de Amerikaanse president Donald Trump op een persconferentie in het bijzijn van Netanyahu zijn zogenaamde "Trump peace plan". Volgens dit plan zou Oost-Jerusalem worden erkend als deel van de hoofdstad van Israël en daarmee ook de annexatie ervan worden erkend in tegenspraak met de internationale consensus dat het deel is van bezet gebied. Het plan voorziet een toekomstige Palestijnse staat, bestaande uit Palestijnse enclaves, omringd door geannexeerd Israëlisch gebied op 30% van de Westoever, inclusief de Jordaanvallei en alle nederzettingen. De hoofdstad zou niet Oost-Jerusalem zijn, maar Abu Dis, een buitenwijk daarvan – geïsoleerd door de Israëlische afscheidingsmuur – samen met nog wat daarvan gescheiden andere buitenwijken. Na afloop van de presentatie zei Netanyahu, die het "een geweldig plan voor Israël en een geweldig plan voor vrede" noemde, dat hij er naar zou streven de volgende week al stappen te nemen tot annexatie van de Jordaanvallei. Netanyahu's radicale bondgenoten riepen op tot onmiddellijke annexatie van joodse  nederzettingen op de Westoever. In een brief van Trump aan Netanyahu, geschreven twee dagen voor de presentatie en onthuld in augustus 2022, gaf Trump zijn steun voor de annexatie in ruil voor erkenning van een Palestijnse staat volgens de kaart die als onderdeel van het plan was gepresenteerd.
In april 2020 waarschuwden elf EU-staten tegen Netanyahu's annexatie-plannen. De regering Netanyahu plande discussies over annexatie vanaf juli 2020. VN secretaris-generaal António Guterres riep in de Veiligheidsraad op, de annexatieplannen te laten varen, omdat deze het uitzicht op een tweestaten-oplossing ernstig zou schaden. De Arabische Liga, Europese parlementariërs en 7 Europese landen – zonder Nederland – uitten eveneens hun zorgen. Trump’s minister van Buitenlandse Zaken zei dat het aan Israël was om hierover te beslissen. De Jordaanse premier verklaarde dat Jordanië positief staat tegenover een Israëlisch-Palestijnse bi-nationale staat met gelijke rechten voor Israëli's en Palestijnen, wanneer de voorgestelde annexatie van delen van de Westoever een twee-staten-oplossing onmogelijk heeft gemaakt. Hij riep op om een eind te maken aan de twee-staten-oplossing en te werken aan een democratische oplossing van één staat. De annexatie-plannen werden op het laatste moment uitgesteld op aandrang van mede-regeringspartij Blue and White, die vond dat de coronacrisis prioriteit had.

#### Na 2020
B'Tselem verzocht in oktober 2022 Karim Ahmad Khan, aanklager in het onderzoek van het Internationaal Strafhof inzake Israël en Palestina
met spoed in te grijpen bij acties van Israël op de Westoever, bedoeld om Palestijnse gemeenschappen in de Heuvels van Hebron uit hun huizen en van hun land te verdrijven door middel van dagelijkse aanvallen van het leger en kolonisten. B'Tselem beschuldigde Israël ervan bezig te zijn met het uitvoeren van een oorlogsmisdaad door overtreding van artikel 8.2.a.vii van het Statuut van Rome (onwettige deportatie of verplaatsing of onwettige opsluiting). De verdrijving was goedgekeurd door het Israëlische Hooggerechtshof.
In het coalitie-akkoord van de extreem-rechtse regering van Benjamin Netanyahu met onder andere de Religious Zionist Party van Bezalel Smotrich in 2022 staat dat een groot deel van de taken van COGAT zal worden overgedragen van de minister van Defensie naar de extreem-rechtse minister van Financiën Bezalel Smotrich, zelf een prominente kolonist die in Kedumim woont en tegen een Palestijnse staat is. Internationaal wordt dit beschouwd als  een nieuwe stap naar de facto annexatie, omdat hiermee taken van het militaire bestuur zouden worden overgedragen aan een Israëlisch burger-orgaan. De VS zag het als een verder ondermijning van de tweestatenoplossing. De steun van Smotrich's partij was essentieel voor het voortbestaan van de regering. Naast de ministerspost van Financiën had Smotrich ook een ministers-functie binnen Defensie. In februari 2023 was de overdracht een feit, waarmee Smotrich onder andere bevoegdheid kreeg over planning en bouw van nederzettingen, toewijzing van land en het slopen van "illegale" Palestijnse bouwsels. Naar verwachting zou hij de kolonisering gaan bevorderen en de Palestijnse ontwikkeling blokkeren. Formeel kreeg Smotrich het gezag over een Settlements Administration ('nederzettingen-administratie') binnen het Ministerie van Defensie. Mensenrechtenorganisatie zagen de stap als een de jure annexatie van de Westoever.
In maart 2023 werd de "2005 Disengagement Law" ingetrokken, die het kolonisten verbood het gebied van voormalige (in 2005 ontruimde) nederzettingen op de noordelijke Westoever te betreden. Het weer vrijgeven van bezet gebied voor kolonisten werd door PAX een stap "naar een nog verdere de facto annexatie van die gebieden" genoemd.
Op een bijeenkomst van een regeringscommissiein juli 2023 bevestigde de Civil Administration, dat 98% van de Palestijnse aanvragen voor een bouwvergunning in Area C, 60% van de Westoever, door het militaire bestuur werd afgewezen. Een percentage dat niet verschilde van dat in voorafgaande jaren. Smotrich's beloofde maatregelen om ook te gaan optreden tegen bouwactiviteiten in Area A en Area B, die formeel onder burgerlijk zelfbestuur van de Palestijnse Autoriteit staan. Volgens +972 Magazine ontvouwde Smotrich in zijn rol als hoofd van de nieuwe Settlements Administration plannen om de hele Westoever te annexeren en delen van de Oslo-akkoorden te annuleren, zonder de Palestijnen gelijke rechten te geven. Formeel zou de wettelijke status van het gebied echter geijk blijven.
In augustus 2024 keurde Israël een nieuwe illegale nederzetting tussen Gush Etzion en Bethlehem aan de rand van de UNESCO werelderfgoed-locatie Battir. De oppervlakte aan Palestijns land in deze regio kromp daarmee tot circa 10 procent van de oorspronkelijke grootte ten gunste van de kolonisten. Verantwoordelijk minister Bezalel Smotrich zei "We zullen doorgaan met vechten tegen het gevaarlijke project van het creëren van een Palestijnse staat door het creëren van feiten op de grond".

## Uitspraken van het Internationaal Gerechtshof
De geleidelijke invoering van wetgeving tot nog toe door het Israëlische parlement zonder het gebied formeel te annexeren is een de facto annexatie. Het Internationaal Gerechtshof (ICJ) oordeelde in 2004 al dat de 'afscheidingsmuur' op de Westoever "een voldongen feit op de grond is" ('fait accompli on the ground' of 'facts on the ground'), dat zeer wel permanent zou kunnen worden, wat zou neerkomen op de facto annexatie.
In een adviserende opinie over de Israëlische bezetting van de Westoever van 19 juli 2024, definieerde het ICJ annexatie in deze context als "de gewelddadige verwerving door de Bezettingsmacht [Israël] van door deze bezet gebied, namelijk de integratie daarvan in het territorium van die Bezettingsmacht. Annexatie vooronderstelt daarbij de intentie van de Bezettingsmacht om permanente controle uit te oefenen over het bezette gebied." Daarbij maakt het geen verschil of het gaat om de jure of de facto annexatie, ondanks het verschil in de wijze waarop de annexatie wordt uitgevoerd.
Het ICJ concludeerde in deze opinie dat Israëls politiek en praktijken neerkomen op de annexatie van grote delen van de Palestijnse bezette gebieden. Dit geschiedt door handhaving en uitbreiding van de nederzettingen en de aanleg van hierbij horende infrastructuur, de bouw van de Muur, de exploitatie van natuurlijke grondstoffen, de uitroeping van Jeruzalem als hoofdstad, de uitgebreide toepassing van Israëlische wetgeving in Oost-Jeruzalem en de rest van de Westoever, en de verankering van Israëls controle over de bezette gebieden. Dit alles ontworpen om onbegrensd te worden gehandhaafd en onomkeerbare gevolgen te creëren.
Het Hof oordeelde verder dat er sprake is van schending van artikel 3 van het Internationaal Verdrag inzake de uitbanning van alle vormen van rassendiscriminatie (CERD), dat raciale segregatie en apartheid verbiedt. Dit vanwege de Israëlische wetgeving en opgelegde maatregelen, die er op zijn gericht een vrijwel complete scheiding op te leggen en te handhaven tussen de kolonisten en de Palestijnen op de Westoever, inclusief Oost-Jeruzalem. Verdere activiteiten betreffende nederzettingen dienen volgens het ICJ daarom te worden gestopt en alle kolonisten uit Palestina te worden geëvacueerd.